# Декстер (Мічиган)
Декстер (англ. Dexter) — місто (англ. city) в США, в окрузі Воштено штату Мічиган. Населення — 4500 осіб (2020).

## Географія
Декстер розташований за координатами 42°19′56″ пн. ш. 83°52′52″ зх. д. / 42.33222° пн. ш. 83.88111° зх. д. (42.332256, -83.881027).  За даними Бюро перепису населення США в 2010 році місто мало площу 5,00 км², з яких 4,83 км² — суходіл та 0,16 км² — водойми.

## Демографія
Згідно з переписом 2010 року, у селищі мешкало 4067 осіб у 1590 домогосподарствах у складі 1067 родин. Густота населення становила 814 особи/км².  Було 1704 помешкання (341/км²).
Расовий склад населення:
| - 92,7 % — білих - 2,8 % — азіатів - 1,1 % — чорних або афроамериканців - 0,4 % — корінних американців |

До двох чи більше рас належало 2,2 %. Частка іспаномовних становила 2,8 % від усіх жителів.
За віковим діапазоном населення розподілялося таким чином: 31,0 % — особи молодші 18 років, 60,4 % — особи у віці 18—64 років, 8,6 % — особи у віці 65 років та старші. Медіана віку мешканця становила 36,2 року. На 100 осіб жіночої статі у селищі припадало 89,1 чоловіків;  на 100 жінок у віці від 18 років та старших — 84,7 чоловіків також старших 18 років.
Середній дохід на одне домашнє господарство  становив 83 708 доларів США (медіана — 70 852), а середній дохід на одну сім'ю — 102 733 долари (медіана — 93 750). Медіана доходів становила 71 111 долар для чоловіків та 52 143 долари для жінок. За межею бідності перебувало 3,6 % осіб, у тому числі 3,2 % дітей у віці до 18 років та 2,8 % осіб у віці 65 років та старших.
Цивільне працевлаштоване населення становило 2076 осіб. Основні галузі зайнятості: освіта, охорона здоров'я та соціальна допомога — 31,6 %, науковці, спеціалісти, менеджери — 19,4 %, виробництво — 11,4 %, мистецтво, розваги та відпочинок — 8,8 %.